# Rumegies
 Rumegies  es una población y comuna francesa, en la región de Norte-Paso de Calais, departamento de Norte, en el distrito de Valenciennes y cantón de Saint-Amand-les-Eaux-Rive gauche.

## Demografía
| 1187 | 1133 | 1157 | 1211 | 1258 | 1402 |
| Para los censos de 1962 a 1999 la población legal corresponde a la población sin duplicidades (Fuente: INSEE [Consultar]) |      |      |      |      |      |